# Frumușani, Călărași
Frumușani este satul de reședință al comunei cu același nume din județul Călărași, Muntenia, România.

## Transport
Transportul de persoane cu microbuzul este cel mai facil, prin curse zilnice nu foarte regulate  București (Piața Sudului) – Oltenița – Călărași  . Pentru mulți locuitori varianta ușoară este cu mașini de ocazie de la IRA(intersecția Șos. Olteniței cu Vitan Bârzești)

## Învățământ și educație
Grădinița cu Program Normal nr. 1 Frumușani 

Școala Gimnazială nr. 1 Frumușani    

## Istorie
In 1900 in Marele Dicționar Geografic Al României, Volumul III, la pagina 425 George Lahovari descria:
„Frumușani, sat, face parte din com. rur. Frumușani-Cuștureni, pl. Negoești, jud. Ilfov. Aci este reședința primăriei.
Se întinde pe o suprafață de 1105 hect., cu o populație de 528 locuitori.
Statul are 600 hect., din cari cultivă prin arendașii săi 280 hect. (65 sterpe, 50 izlaz, 5 vie, 200 pădure). Locuitorii au 505 hect. și le cultivă pe toate.
Are o biserică, cu hramul Cuvioasa Paraschiva, deservită de 2 preoți și 2 cîntăreți; o școală mixtă, frecuentată de 18 elevi și 3 eleve, cu întreținerea căreia comuna și județul cheltuesc 1694 lei anual.
Comerciul se face de 5 cîrciumari.
Are un heleșteu.
Numărul vitelor mari e de 559 și al celor mici de 1128.”
Referitor la comună, pe atunci, Frumușani-Cuștureni specifica la pag 426 :
„Frumușani-Cuștureni, comună rurală, jud. Ilfov, pl. Negoești, situată la S.-E. de București, 22 kil. departe de acest oraș. 
Stă în legătură cu com. Lămotești, prin o șosea vecinală.
Se compune din satele: Cuștureni, Frumușani, Pasărea și Petrăchioaia, cu o populație de 1240 locuitori, cari trăiesc în 299 case și 10 bordeie.
Se întinde pe o suprafață de 3565 hect. D-nii Al. Lenș, N. Budișteanu și statul ai 2476 hect. și locuitorii 1089 hect. Proprietarii cultivă 1712 hect. (376 sterpe, 145 izlaz, 8 vie, 235 pădure). Locuitorii cultivă tot terenul.
Sunt 269 contribuabili. Budgetul este de 3629 lei la venituri și 36024 lei la cheltueli. In comună sunt 2 biserici la Frumușani și Petrăchioaia; 1 școală mixtă; 1 moară cu apă; 1 mașină de treerat cu aburi; 3 heleșteie; 1 pod.
Numărul vitelor mari e de 1176: 313 cai și epe, 23 armăsari, 369 boi, 401 vaci și viței, 2 tauri, 8 bivoli, 61 bivolițe, și al celor mici, de 2757: 127 capre, 416 porci și 2214 oi.
Dintre locuitori, 397 sunt plugari, 9 meseriași, 25 au diferite profesiuni.
Arătura se face cu 102 pluguri: 55 cu boi și 47 cu cai.
Locuitorii posedă: 173 care și căruțe: 94 cu boi și 79 cu cai.
Locuitori împroprietăriți sunt 152 și neimproprietăriți 292.
Comerciul se face de 13 circiumari. S'au stabilit în com. 4 străini.”  